# 長野県立佐久平総合技術高等学校
もしかして
- 長野県佐久平総合技術高等学校

ではありませんか？